# Anders Christian Lunde
Anders Christian Lunde (født 24. oktober 1809 i København, død 26. oktober 1886 sammesteds) var en dansk landskabsmaler.
Lunde var søn af teskænker Svend Svendsen Lunde (1776-1846) og Johanne Michaeline født Møller (1769-1849). Han kom i malerlære, men gennemgik Kunstakademiet og vandt begge dets sølvmedaljer (1833-35). Han begyndte at udstille 1834 som portrætmaler, men gik snart over til landskabsmaleri, idet han i gengivelsen af den danske natur fulgte det spor, som var anslået af Louis Gurlitt, og vandt en vis opmærksomhed hos publikum, selv om han aldrig nåede noget fremtrædende originalt standpunkt. 
Skønt han ikke havde fået stipendiet, rejste han 1842 til Italien, og hans hjemsendte arbejder interesserede så meget, at han i 1844-45 fik to års rejsestipendium og først kom hjem i 1847. Han blev 1857 agreeret af Kunstakademiet, og hans medlemsarbejde var næsten færdigt, da fundatsen for Akademiet blev ændret, og han blev aldrig medlem. Den Kongelige Malerisamling har kun købt et af hans ungdomsarbejder, men et større billede, Frederiksborg Slot, malet for Frederik 7. (1850), blev af denne skænket en russisk storfyrste. Lunde blev i 1854 gift med Johanne Christine Gørtz (død 1888).
| - Tegninger - Julius Friedlænder, 1845 (dansk genremaler) - Jørgen Christian Schiødte, 1845-46 (dansk zoolog) - Carl Wahlbom (sv), 1847 (svensk kunstner) - Peter Petersen, 1847 (dansk billedhugger) |

| - Portrætter - Svend Svendsen Lunde, 1836 (Lundes far) - Portræt af en herre, 1868 (signeret: "AL" Sorrento 1868) - En fiskerdreng. Mellem 1827 og 1886 - En pige med rødt tørklæde. Mellem 1827 og 1886 |

| - Italienske landskaber - Landskab ved Acqua Acetosa(sv) Mellem 1840 og 1849 - Højtliggende landsted uden for Rom, med besøgende ved en fontæne. Mellem 1827 og 1886 - Italiensk landskab med en landsby på en bjergtop. Mellem 1827 og 1886 - Italiensk landskab, Narni (Umbria). Mellem 1827 og 1886 - Parti fra Italien med rester af akvædukt, antagelig nær Narni. Mellem 1827 og 1886 - Udsigt over Sorrentobugten. Mellem 1827 og 1886 - Italiensk bjerglandskab. Parti fra omegnen af Subiaco. Mellem 1829 og 1886 - Aquadukter i den romerske campagne (sv). Mellem 1827 og 1886 - Porten til Civita Castellana. Mellem 1827 og 1886 |

| - Andre værker af Anders Christian Lunde - Frederik 7. ved Helligdomsklipperne, 1851 - Strandparti i nærheden af Tårbæk, ca. 1841 (SMK) - Parti ved Herlufsholm med Suså, ca. 1855 - Norsk fjeldparti med figur og hytte, 1856 - Landskab med en lille hytte i en skov, 1858 - Huse ved en sø, 1876 - En sommerdag ved Bøllemosen. Mellem 1827 og 1886 - Parti ved Hellebæk. Mellem 1827 og 1886 - Skovslette omkranset af høje træer. Mellem 1827 og 1886 |

| - Landskabsparti fra Raadvad. Mellem 1827 og 1886 - Udsigt mod København. Mellem 1827 og 1886 - En jæger i skoven. (Signatur og Placering: A. Lunde Ermelunden) Mellem 1827 og 1886 - Parti fra et husmandssted med en bonde, der vender hjem fra marken, ukendt dato |